# Farahzad
Farahzad est un quartier du nord-ouest de Téhéran, la capitale de l'Iran. La construction du quartier débute à l'époque Pahlavi, 2300 familles s'installent dans le quartier et 18,000 appartements réparties en 6 complexes. Le quartier comporte des restaurants et une mosquée ainsi qu’une Zurkhaneh.